# Tomi Petrović
Tomi Petrović (* 11. März 1999 in Toulouse, Frankreich) ist ein kroatischer Fußballspieler.

## Karriere
Petrović begann seine Karriere beim NK Croatia Sesvete. Von 2007 bis 2014 pendelte er zwischen verschiedenen Klubs in Zagreb umher. 2014 wechselte er nach Österreich zum Grazer AK. Im Januar 2015 wechselte er in den Herrenbereich zum Viertligisten Deutschlandsberger SC. Im Sommer 2015 wechselte er in den Profifußball zur Kapfenberger SV. Im Februar 2016 debütierte er in der zweiten Liga.
Nach der Saison 2016/17 verließ er Kapfenberg. Daraufhin wechselte er im Juli 2017 nach Italien zur U-19-Mannschaft von Virtus Entella. Nachdem er bei seinen ersten zehn Meisterschaftseinsätzen in der Primavera bereits neun Tore selbst erzielt und zwei weitere für seine Mannschaftskollegen vorbereitet hatte, wurde er noch im Dezember 2017 in den Profikader des Klubs mit Spielbetrieb in der Serie B hochgeholt. Am 5. Februar 2018 gab er daraufhin sein Debüt in der zweithöchsten italienischen Fußballliga, als er bei der 0:1-Heimniederlage gegen Spezia Calcio von seinem Trainer Alfredo Aglietti in der 78. Spielminute für Mirko Eramo eingewechselt wurde. Danach saß er regelmäßig auf der Ersatzbank der Profimannschaft. Am 1. Mai 2018 erzielte Petrović bei seinem erst dritten Ligaeinsatz sein erstes Tor in der Serie B. Mit der Mannschaft stieg er noch in dieser Saison in die Serie C ab, aber bereits nach einer Saison wieder auf. Seit er bei Entella unter Vertrag steht, wurde er bereits an die drei damaligen Drittligisten Rimini Football Club 1912, FC Pro Vercelli und Lucchese 1905 verliehen.

## Persönliches
Sein Vater Vladimir (* 1972) war ebenfalls Fußballspieler und spielte ebenfalls bei der Kapfenberger SV, wo er nun als Co-Trainer fungiert. Sein Onkel Anto (* 1972) spielte unter anderem für den SK Sturm Graz.